# Adelmannsdorf (Wolframs-Eschenbach)
Adelmannsdorf (fränkisch: Adlmeschdoaf) ist ein Gemeindeteil der Stadt Wolframs-Eschenbach im Landkreis Ansbach (Mittelfranken, Bayern). Adelmannsdorf liegt in der Gemarkung Selgenstadt.

## Geografie
Durch das Dorf fließt das Hartbächlein, das bei Sallmannshof als rechter Zufluss in den Gänsbach mündet (im Unterlauf Erlbach genannt). Unmittelbar südlich des Dorfes liegt der Seeleinsweiher. Im Südwesten liegt der Obereschenbacher Wald, im Südosten das Waldgebiet Lindenbühler Hart. 0,5 km nordwestlich erhebt sich der Flügelsberg (438 m ü. NHN).
Eine Gemeindeverbindungsstraße führt nach Wolframs-Eschenbach zur Staatsstraße 2220 (1,6 km westlich) bzw. nach Selgenstadt zur Kreisstraße AN 59 (2 km südöstlich).

## Geschichte
Der Ort wurde 1268 als „Adelberndorf“ erstmals urkundlich erwähnt. Das Bestimmungswort des Ortsnamens ist der Personenname Adelbero. Eine Person dieses Namens ist als Gründer der Siedlung anzunehmen. Das Kloster Heilsbronn erwarb dort 1268 und 1384 zwei Güter.
Der Hauptmannschaft Hergersbach der Reichsstadt Nürnberg unterstand 1529 eine Untertansfamilie im Ort.
Im 16-Punkte-Bericht des Oberamts Windsbach aus dem Jahr 1608 waren für Adelmannsdorf 11 Mannschaften verzeichnet. Grundherren waren das Verwalteramt Merkendorf (1 Gut), Kastenamt Gunzenhausen (1 Anwesen) und das Stadtvogteiamt Eschenbach des Deutschen Ordens (1 Hof, 4 Güter). Außerdem gab es ein Gemeindehirtenhaus. Die Grundherren der übrigen Mannschaften wurden nicht genannt. Das Hochgericht übte das brandenburg-ansbachische Kasten- und Stadtvogteiamt Windsbach aus. Laut dem 16-Punkte-Bericht des heilsbronnischen Vogtamts Merkendorf aus dem Jahr 1616 gehörten dem Verwalteramt Merkendorf 2 Anwesen (1 Hof, 1 Gut).
Gegen Ende des 18. Jahrhunderts gab es in Adelmannsdorf 11 Anwesen und 1 Gemeindehirtenhaus. Das Hochgericht übte weiterhin das Kasten- und Stadtvogteiamt Windsbach aus, die Dorf- und Gemeindeherrschaft hatte das Stadtvogteiamt Eschenbach. Grundherren waren das Fürstentum Ansbach (Verwalteramt Merkendorf: 1 Halbhof, 1 Gut, 1 Gütlein; Kastenamt Gunzenhausen: 1 Gut), der Deutsche Orden (Stadtvogteiamt Eschenbach: 1 Hof; Pfarr- und Pfründestiftung Eschenbach: 1 Hof, 1 Dreiviertelhof, 3 Güter) und das Spital- und Katharinenklosteramt der Reichsstadt Nürnberg (1 Hof). Es gab zu dieser Zeit 10 Untertansfamilien, von denen 4 ansbachisch waren. Von 1797 bis 1808 unterstand der Ort dem Justiz- und Kammeramt Windsbach.
Im Rahmen des Gemeindeedikts wurde Adelmannsdorf dem 1808 gebildeten Steuerdistrikt Gerbersdorf und der 1810 gegründeten Ruralgemeinde Gerbersdorf zugeordnet. Mit dem Zweiten Gemeindeedikt (1818) wurde Adelmannsdorf in die neu gebildete Ruralgemeinde Selgenstadt umgemeindet. Am 1. Mai 1978 wurde diese im Zuge der Gebietsreform in Bayern nach Wolframs-Eschenbach eingemeindet.

### Einwohnerentwicklung
| Jahr      | 001818 | 001840 | 001861 | 001871 | 001885 | 001900 | 001925 | 001950 | 001961 | 001970 | 001987 | 002012 | 002014 | 002020 |
| Einwohner | 74     | 86     | 61     | 69     | 63     | 63     | 69     | 98     | 69     | 71     | 61     | 69     | 59     | 58     |
| Häuser    | 14     | 15     |        |        | 14     | 13     | 13     | 13     | 13     |        | 14     |        |        | 14     |
| Quelle    | [ 19 ] | [ 20 ] | [ 21 ] | [ 22 ] | [ 23 ] | [ 24 ] | [ 25 ] | [ 26 ] | [ 27 ] | [ 28 ] | [ 29 ] |        |        | [ 1 ]  |

## Religion
Der Ort ist seit der Reformation gemischt konfessionell. Die Einwohner evangelisch-lutherischer Konfession sind nach Unserer Lieben Frau (Merkendorf) gepfarrt, die Einwohner römisch-katholischer Konfession waren ursprünglich nach St. Nikolaus (Mitteleschenbach) gepfarrt, seit der ersten Hälfte des 19. Jahrhunderts ist die Pfarrei Wolframs-Eschenbach zuständig.
Im Jahr 1997 berichtete eine fränkische Tageszeitung über das bei Wolframs-Eschenbach liegende 60-Seelen-Dörfchen Adelmannsdorf, das ein Bach durchschneidet: „Die Häuser davor sind ausnahmslos katholisch, die dahinter evangelisch ... Ein Kind springt leicht über diesen Bach – für Hochzeiter ist er nach Jahrhunderten noch zu breit.“ Noch nie habe „jemand aus der einen Hälfte des Dorfes in die andere geheiratet“. Hier zeigen sich die Spätfolgen der vormodernen Herrschaftstopographie: Der einen Dorfhälfte prägte einst der Deutsche Orden den Glauben auf, für die andere war die (evangelische) Markgrafschaft Brandenburg-Ansbach maßgeblich.